# Heliocontia mata
Heliocontia mata là một loài bướm đêm trong họ Noctuidae.